# 末廣町站 (神奈川縣)

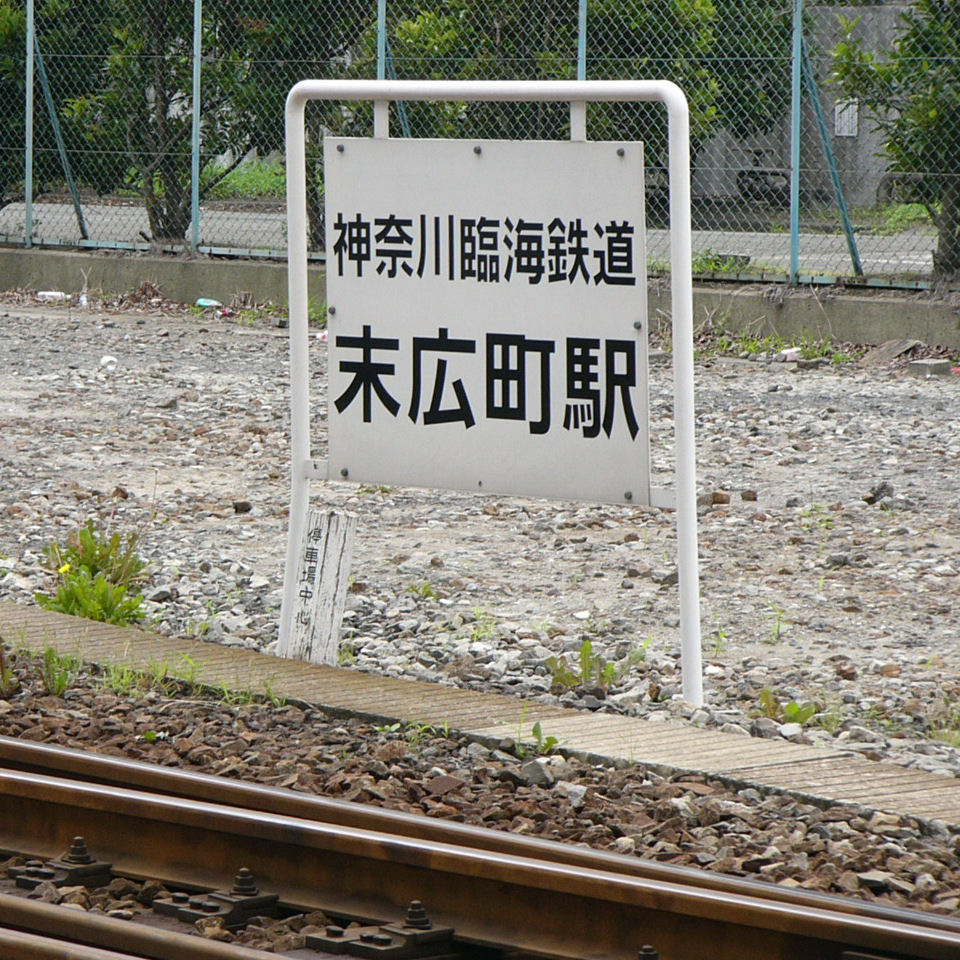
末廣町站站名牌

末廣町站（日语：／ Suehirochō eki */?）是位於神奈川縣川崎市川崎區浮島町，神奈川臨海鐵道的浮島線貨運車站。

## 車站概要
此站可處理貨櫃貨物和車載貨物。站內設有貨櫃月台，從梶谷貨物總站出發的生活廢物列車「清潔川崎號」會到達此站。廢物會運送至車站附近的處理場處理。
另外，此站設有東芝濱川崎工場專用線，在極少數情況下會設有特大型貨物列車行走該線。此站也設有ENEOS川崎煉油廠專用線（在2003年前由凱格納斯石油精製擁有），該處設有石油貨運列車開往關東地區各個地方。
曾經設有日本冶金工業川崎工場和花王川崎工場的專用線。

## 車站周邊
- 友都八喜川崎裝配中心
- 日本冶金工業川崎製作所
- 花王川崎工場
- 東芝川崎工場
- ENEOS川崎製油所

## 歷史
- 1964年3月25日 車站啟用。

## 注腳
1. ↑   （页面存档备份，存于）（日語）

## 相鄰車站
神奈川臨海鐵道
浮島線
川崎貨物－末廣町－浮島町